# 생분해

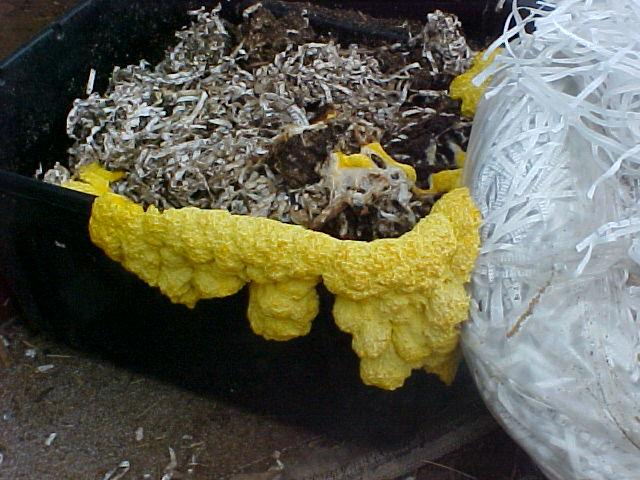

생분해(生分解, 영어: Biodegradation)는 박테리아, 균류, 다른 생물에 의해 화합물이 무기물로 분해되는 것이다. 거의 모든 화합물은 생분해되는 무기물이 되며, 무기물이 되는 속도와 관련된 요소로는 빛, 물, 산소와 온도 등의 환경이나 그 물질 자체가 분해균에 이용되기 쉬운 것 등의 요인에 의한다.

## 같이 보기
- 혐기성 소화
- 생물농축
- 바이오플라스틱
- 생물적 환경정화
- 분해